# Pyraustimorpha inexpectata
Pyraustimorpha és un gènere d'arnes de la família Crambidae descrit per Ahmet Ömer Koçak i Selma Seven el 1995. Conté només una espècie, la Pyraustimorpha inexpectata, que es troba a Turquia.